# Ranunculus apertus
Ranunculus apertus är en ranunkelväxtart som först beskrevs av George Gunnar Marklund och Julin, och fick sitt nu gällande namn av S. Ericsson. Ranunculus apertus ingår i släktet ranunkler, och familjen ranunkelväxter. Inga underarter finns listade i Catalogue of Life.